# Chlumčany (district de Louny)
Pour les articles homonymes, voir Chlumčany.
Chlumčany (en allemand : Klumtschan, également Kluntschan ou Chlumtschan) est une commune du district de Louny, dans la région d'Ústí nad Labem, en République tchèque. Sa population s'élevait à 567 habitants en 2021.

## Géographie
Chlumčany se trouve à 4 km au sud-est du centre de Louny, à 40 km au sud-ouest d'Ústí nad Labem et à 52 km au nord-ouest de Prague.

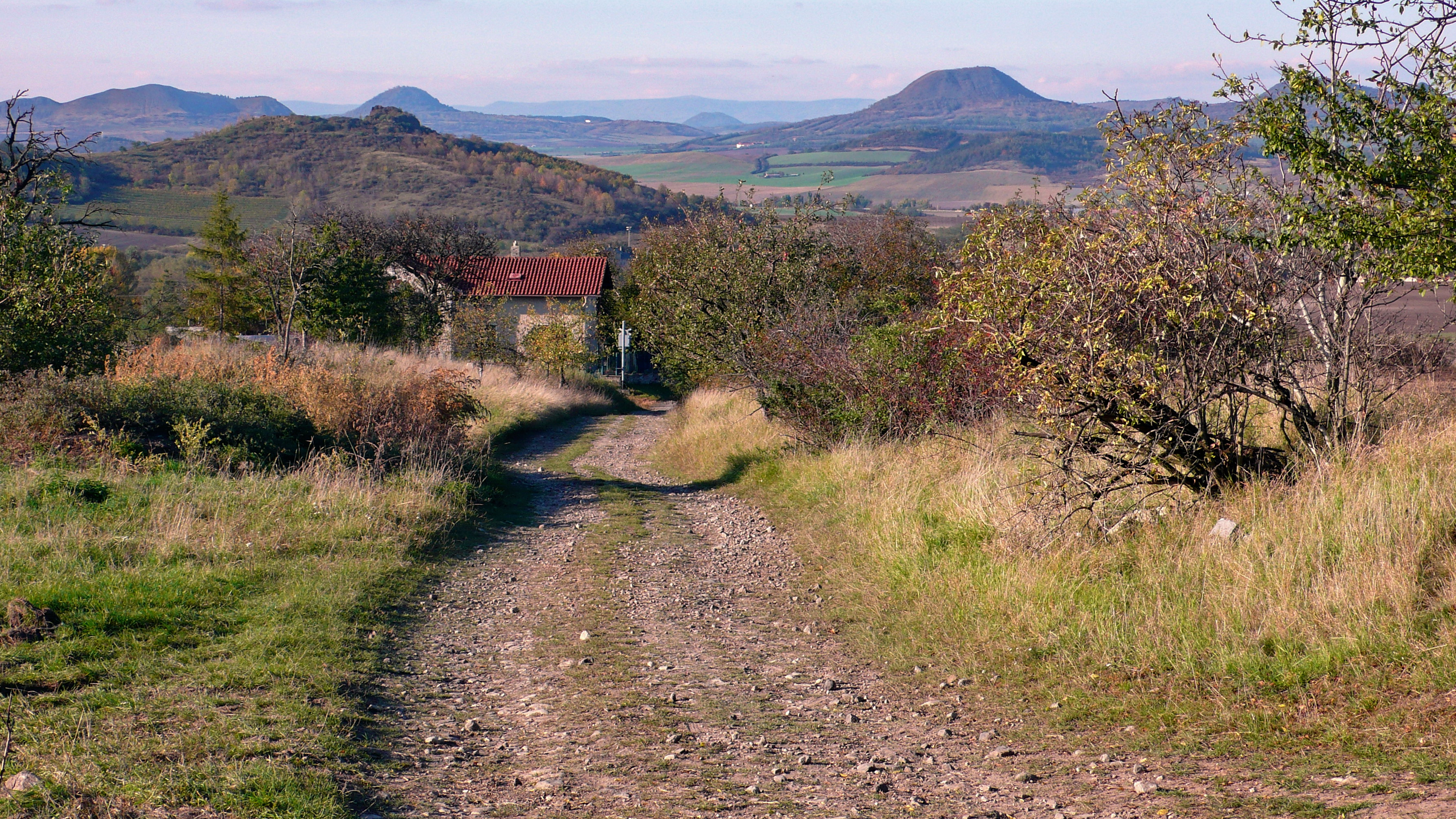
Vieille route abandonnée et volcan Oblík.

La commune est limitée par Louny et Blšany u Loun au nord, par Veltěže et Toužetín à l'est, par Smolnice au sud, et par Louny et Cítoliby à l'ouest.

## Histoire
La première mention écrite du village date de 1316.

## Transports
Par la route, Chlumčany se trouve à 5 km du centre de Louny, à 60 km d'Ústí nad Labem  et à 58 km de Prague.